# Чиквинья, Няша
Няша Чиквинья (англ. Nyasha Chikwinya) — зимбабвийский политик, член правящего Зимбабвийского африканского национального союза — Патриотического фронта.

## Карьера
Она была избрана в Палату собрания в 1995 году, представляя округ Хараре Северный, но потеряла своё место на выборах 2000 года, заняв второе место, набрав всего 4852 голоса по сравнению с 18 976 голосами Труди Стивенсон из Движения за демократические перемены. Её попытка на выборах 2005 года вернуть себе место, представляющее округ Хараре Север, потерпела неудачу, она набрала всего 5 134 голоса против 11 262 за действующую Труди Стивенсон. Однако по состоянию на 2005 год она оставалась главой женской лиги Зимбабвийского африканского национального союза — Патриотического фронта.
На всеобщих выборах 2013 года она стала членом парламента от Южного Мутаре в Маникаленде. После выборов она заявила о сексуальных домогательствах, насилии и дискриминации в отношении женщин во время праймериз. В июле 2015 года в результате перестановок в кабинете министров она была назначена министром по делам женщин, гендерным вопросам и развитию.

## Другая деятельность
В 2002 году она возглавила единственную женскую делегацию на Всеафриканской торговой ярмарке в Каире, столице Египта, во время которой резчики по камню, скульпторы по камню, ткачи и производители тканей для батика привезли образцы продукции из Зимбабве. Она выразила энтузиазм по поводу внутриафриканской торговли, но сетовала на высокие пошлины, взимаемые египетской таможней. В 2004 году ей было предъявлено обвинение в публичном насилии после того, как она якобы подстрекала 12 молодых людей к нападению на Чарльза Мпофу, члена Национальной армии Зимбабве, с которым у неё был спор по поводу управления жилищным кооперативом; молодые люди напали на жену Мпофу и повредили имущество на 5,1 миллиона долларов.